# Avro Anson
Avro Anson – brytyjski samolot wielozadaniowy, zaprojektowany i zbudowany w 1935 roku w wytwórni Avro.

## Historia
W 1934 roku w brytyjskich zakładach lotniczych Avro zbudowano sześciomiejscowy dwusilnikowy samolot pasażerski oznaczony jako Avro 652. Ponieważ w tym czasie w brytyjskich siłach powietrznych brakowało nowoczesnego samolotu do zadań rozpoznawczych nad wodami przybrzeżnymi, zwrócono się do zakładów Avro o przekonstruowanie samolotu do tego właśnie celu.

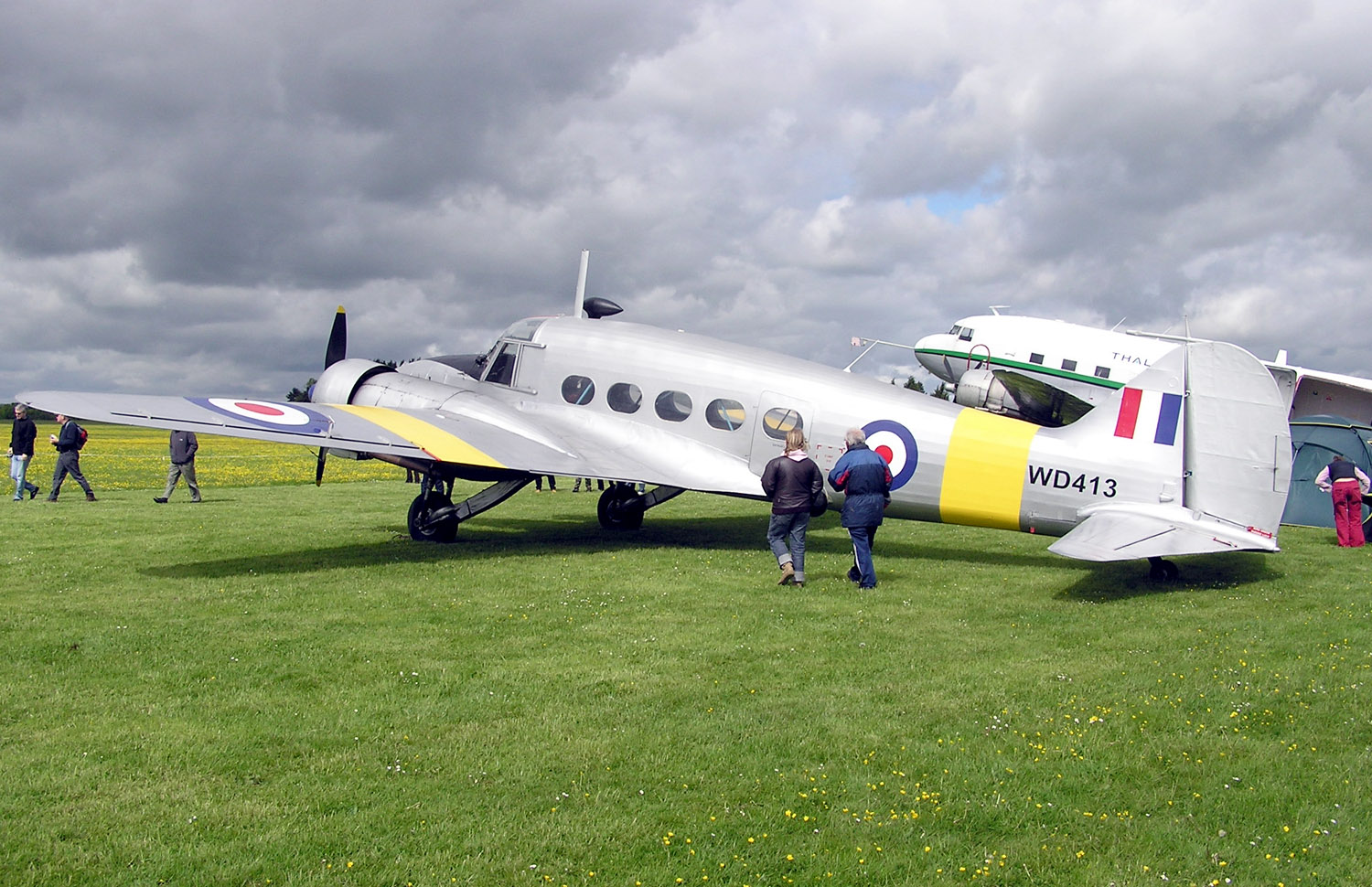
Samolot Avro 652A Anson T.21 na pokazie lotniczym w 2005 roku

Po pracach adaptacyjnych oblot nowego prototypu odbył się w marcu 1935 roku. Był to dolnopłat ze skrzydłami i usterzeniem drewnianym. Kadłub stanowiła kratownica przestrzenna spawana z rur stalowych, oprofilowana i kryta płótnem. Od wersji pasażerskiej Avro 652 różniła się silnikami o większej mocy, a także posiadaniem grzbietowej wieży obrotowej z jednym karabinem maszynowym. Nieco inne oszklenie miała również kabina. Po próbach w locie prototyp samolotu Avro przeszedł próby porównawcze z wojskową wersją samolotu De Havilland Dragon Rapide i okazał się od niego lepszy, w związku z tym samolot pod oznaczeniem Avro 652A Anson skierowano do produkcji seryjnej.
Pierwszy lot seryjnego samolotu Avro 652A Anson Mk I nastąpił w dniu 31 grudnia 1935 roku. Był on napędzany silnikami o jeszcze większej mocy niż prototyp. Był to pierwszy budowany seryjnie samolot w układzie dolnopłata dla brytyjskiego lotnictwa wojskowego.
W 1939 roku rozpoczęto produkcję odmiany samolotu Avro Anson Mk I z wyposażeniem do szkolenia i treningu nawigatorów, radiotelegrafistów oraz strzelców pokładowych.
Niezależnie od tego w Kanadzie na licencji produkowano samolotu Avro Anson dla tych samych celów w wersjach: Mk II z 2 silnikami gwiazdowymi Jacobs L-6BM o mocy 330 KM (243 kW) każdy, Mk V z 2 silnikami Pratt & Whitney R985-AN-14B o mocy 450 KM (331 kW) każdy oraz Mk VI z wieża obrotową Bristol B Mk VI do szkolenia strzelców pokładowych. Ogółem w Kanadzie zbudowano łącznie 2882 samoloty typu Avro Anson. W Wielkiej Brytanii dla lotnictwa kanadyjskiego budowano jeszcze wersję Avro Anson Mk III z 2 silnikami Jacobs R915 L-6 o mocy 330 KM (243 kW) każdy i Avro Anson Mk IV z 2 silnikami Wright Whirlwind R975E-1 o mocy 365 KM (269 kW).
Niezależnie od tych wersji w Wielkiej Brytanii budowano jeszcze wersję Avro Anson: Mk X – samolot dyspozycyjny, Mk XI – samolot transportowy i Mk XII – samolot sanitarny. Różniły się one od siebie zastosowanymi typami silnika.
Po zakończeniu II wojny światowej produkowano jeszcze Avro Anson w wersji Mk XIX (C.19) przeznaczony do lotów służbowych.
Produkcję samolotów Avro Anson zakończono w maju 1952 roku i łącznie wyprodukowano ponad 11 000 sztuk samolotów wszystkich wersji.
Wersje samolotu Avro Anson produkowane seryjnie:
- Mk I – wersja podstawowa z silnikami gwiazdowymi Armstrong Siddley Cheetah IX o mocy 350 KM (258 kW)
- Mk II – wersja z silnikami gwiazdowymi Jacobs L-6MB o mocy 330 KM (243 Kw). Budowana w Kanadzie
- Mk III – wersja z silnikami gwiazdowymi Jacobs R915 L-6 o mocy 330 KM (243 kW). Budowana w Wielkiej Brytanii dla Kanady
- Mk IV – wersja z silnikami Wright Whirlwind R975E-1 o mocy 365 KM (243 kW). Budowany dla Kanady w Wielkiej Brytanii
- Mk V – wersja z silnikami Pratt & Whitney R985-AN-14B o mocy 450 KM (331 kW)
- Mk VI – wersja Mk V różniąca się wyposażeniem, przystosowana do szkolenia strzelców pokładowych z wieżą Bristol B Mk VI
- Mk X – wersja samolotu dyspozycyjnego
- Mk XI – wersja samolotu transportowego
- Mk XII – wersja samolotu sanitarnego, z silnikami Amstrong Siddeley Cheetah XV o mocy 420 KM (313 kW)
- Mk XIX (C.19) – wersja budowana po zakończeniu II wojny światowej

## Użycie w lotnictwie
Pierwsze samolotu Avro 652A Anson Mk I dostarczono do 48 dywizjonu RAF z lotnictwa obrony wybrzeża w marcu 1936 roku. Był to pierwszy produkowany seryjnie dolnopłat z wciąganym podwoziem wprowadzony do RAF.
Pierwszy atak bojowy na samolotach Avro Anson Mk I wykonały załogi z 500 dywizjonu RAF w dniu 5 września 1939 roku atakując niemiecki okręt podwodny.
Samoloty te stanowiły standardowy sprzęt dywizjonów lotnictwa obrony wybrzeża do 1940 roku, po czym były sukcesywnie zastępowane przez samoloty Lockheed Hudson. Samoloty Avro Anson był w tym czasie kierowane do ośrodków i szkół lotniczych.
Samoloty Avro Anson były używane w lotnictwie RAF do 1968 roku.
Na samolotach Avro Anson Mk I podczas II wojny światowej szkolili się i trenowali Polacy – nawigatorzy, radiotelegrafiści i strzelcy pokładowi z polskich dywizjonów bombowych oraz 307 nocnego dywizjonu myśliwskiego im. Puchaczy Lwowskich, część szkoliła się w Kanadzie na samolotach produkcji kanadyjskiej. Samoloty te znalazły się również w polskich dywizjonach lotniczych: 302, 304 i 318 jako samoloty dyspozycyjne do lotów służbowych.

## Opis konstrukcji
Samolot Avro Anson Mk I był sześciomiejscowym lekkim samolotem wielozadaniowym w układzie wolnonośnego dolnopłata o konstrukcji mieszanej. Podwozie klasyczne – wciągane w locie. Napęd: 2 silniki gwiazdowe
Uzbrojenie:
- w odmianie do rozpoznania wód przybrzeżnych
  - 1 karabin maszynowy kal. 7,69 mm – stały, umieszczony w przodzie kadłuba
  - 1 karabin maszynowy kal. 7,69 mm – ruchomy, umieszczony w grzbietowej wieży obrotowej
  - 163 kg bomb – w komorze w środkowej części kadłuba
- w odmianie do szkolenia załóg
  - 1 karabin maszynowy kal. 7,69 mm – ruchomy, umieszczony w grzbietowej wieży obrotowej
- pozostałe odmiany – nie posiadały uzbrojenia